# Международная стандартная классификация образования
Международная стандартная классификация образования — документ, предназначенный для классификации и представления сопоставимых на международном уровне статистических данных. Действующая редакция принята Генеральной конференцией ЮНЕСКО в 2011 году, предыдущая в 1997 году.
Система включает восемь уровней:
- Уровень 0 — образование детей младшего возраста;
- Уровень 1 — начальное образование;
- Уровень 2 — первый этап среднего образования;
- Уровень 3 — второй этап среднего образования;
- Уровень 4 — послесреднее нетретичное образование;
- Уровень 5 — короткий цикл третичного образования;
- Уровень 6 — бакалаврат или его эквивалент;
- Уровень 7 — магистратура или её эквивалент;
- Уровень 8 — докторантура или её эквивалент.